# Simoca megye
Simoca egy megye Argentína északnyugati részén, Tucumán tartományban. Székhelye Simoca.

## Népesség
A megye népessége a közelmúltban a következőképpen változott:
| Év   | Lakosság |
| ---- | -------- |
| 2001 | 29 906   |
| 2010 | 30 876   |